# 上海の風
「上海の風」（シャンハイのかぜ）は、中澤ゆうこの4枚目のシングル。2000年7月12日発売。

## 収録曲
全作詞・作曲：つんく
1. 上海の風
編曲：高橋諭一
2. 雨よ
編曲：上杉洋史
3. 上海の風(オリジナル・カラオケ)
4. 雨よ(オリジナル・カラオケ)

## 参加ミュージシャン
上海の風
- プログラミング：高橋諭一
- ベース：美久月千晴